# عدد كنودسن
عدد كنودسن (اختصارًا Kn) هو رقم لابعدي يعرف على أنه نسبة متوسط المسار الحر للجزيئات إلى طول فيزيائي معين (مثل نصف قطر الجزيئ) في الغازات والسوائل. هذا الطول الفيزيائي قد يكون نصف قطر جسم ما في مائع. يُنسب هذا الرقم إلى عالم فيزياء دانماركي اسمه مارتن كنودسن.
يساعد عدد كنودسن على استنباط خواص السوائل والغازات من حيث سرعة تدفقها وحركتها. كما تنتمي إليه سرعة الطائرات فوق الصوتية في الهواء.

## تعريف
يعرف عدد كنودسن بالعلاقة الرياضية:
{\displaystyle {\mathit {Kn}}={\frac {\lambda }{L}}}
حيث:
- {\displaystyle \lambda } = الممر الوسطي الحر (متر)
- L = طول الجسم (متر)
- يـُعرف الممر الوسطي الحر لجزيئ في الهواء بأنه متوسط المسافة التي يقطعها الجزيئ بين اصتدامين متتاليين. وهي تعتمد على سرعة الجزيئ، وكثافة الوسط، ودرجة حرارة الوسط.
- يبلغ الممر الوسطي الحر لجزيئات الهواء عند درجة حرارة 25 درجة مئوية وتحت الضغط الجوي العادي نحو 8. 10−8 متر في حين أن نصف قطر جزيئ الهواء (النيتروجين) يبلغ نحو 1. 10−8 متر.

## التطبيقات
تبرز أهمية هذا الرقم اللابعدي في ميكانيك الموائع لتحديد إذا كان الجريان سيخضع لصيغ الميكانيك الإحصائي أو الميكانيك الاستمراري.